# Revolta de la Brașov
Revolta de la Brașov din anul 1987 a fost o acțiune de protest împotriva politicilor economice și sociale impuse în RS România de dictatorul comunist Nicolae Ceaușescu.

## Cauze
Semințele revoluției române din 1989 au fost plantate încă spre sfârșitul anului 1986, pe măsură ce muncitorii români au început să se mobilizeze împotriva politicilor economice ale liderului comunist Nicolae Ceaușescu. Conflicte de muncă spontane, dar limitate ca intensitate, au avut loc în centre industriale majore precum Cluj-Napoca (noiembrie 1986) și platforma Nicolina din Iași (februarie 1987), culminând printr-o grevă masivă în Brașov. Măsurile draconice luate de Ceaușescu implicau reducerea consumului energetic și alimentar, precum și scăderea veniturilor lucrătorilor, conducând spre ceea ce politologul Vladimir Tismăneanu numea „nemulțumire generalizată” și făcând ca România să devină „cea mai vulnerabilă țară din Blocul Estic la o revoluție”. Deși România va fi ultima țară din Europa de Est care se va scutura de regimul comunist, prin Revoluția din 1989, aceasta a avut drept una din cauze volatilitatea socială și economică a țării de la sfârșitul anilor '80. Revolta de la Brașov reflectă această instabilitate; mai mult, a fost una din primele revolte pe scară largă împotriva regimului ceaușist.
Localizat în partea sud-estică a Transilvaniei, Brașovul era unul din cele mai dezvoltate centre industriale urbane, cu mai mult de 61% din forța de muncă angajată în industrie. O clasă muncitoare bine pregătită se formează în perioada anilor '60 prin strămutarea forțată de către guvernul comunist a mii de țărani moldoveni pentru operarea fabricilor brașovene. În anii următori Brașovul devine unul din cele mai puternice centre muncitorești din țară, aici dezvoltându-se platforme industriale mamut precum Rulmentul Brașov, IAR Ghimbav, Tractorul Brașov sau Steagul Roșu. Muncitorii din aceste uzine au fost relativ privilegiați în perioada industrializării forțate începute sub Ceaușescu; ei beneficiau de servicii sigure, locuințe asigurate de întreprinderile la care lucrau, încadrarea în muncă a soțiilor și venituri ceva mai mari decât în alte părți din țară. Prin urmare, declinul industrial din România și restul Europei de Est de la mijlocul anilor '80, marcat de scăderi de venituri și disponibilizări, a lovit Brașovul și lucrătorii acestuia în mod special.
În 1982, Nicolae Ceaușescu inițiază un plan de reducere a datoriilor externe ale României. O parte din banii care până atunci erau destinați producerii și distribuirii de produse alimentare a fost redirecționată pentru plata datoriilor pe care țara le avea către creditorii externi, în special către Occident. Acest lucru a condus în scurt timp la colapsul total al pieței produselor de larg consum din România, și implicit din Brașov. În această situație, statul a raționalizat alimentele și bunurile de consum, conducând la cozi lungi pentru produsele de bază. În acest mediu de prăbușire economică și de împuținare dramatică a alimentelor a izbucnit revolta de la Brașov, în data de 15 noiembrie 1987. 

## Desfășurare
Primele proteste au început practic pe 14 noiembrie 1987, la Secția 440 „Matrițe” a întreprinderii de autocamioane Steagul Roșu. Era zi de salariu, iar muncitorii au primit doar jumătate din bani. Pe fluturașii de salariu, în dreptul rubricii „Rețineri” era scris cuvântul „social”. Fără să fie organizați dinainte, muncitorii au decis să nu mai lucreze, iar schimbul de noapte nici nu a pornit utilajele. Oamenii au încercat să obțină răspunsuri de la conducerea întreprinderii, însă șeful de secție din acea noapte i-a tratat cu dispreț și a anunțat conducerea administrativă despre întreruperea lucrului abia la ora 5 dimineața. La ora 7.00 au sosit și muncitorii din schimbul I, așa că starea de agitație și protestele s-au amplificat. Muncitorii au spart geamurile sediului administrativ al uzinei, iar în jurul orei 8.00 circa patru mii de muncitori erau adunați la porțile acesteia. În jurul orei 11.00 ei au luat hotărârea să meargă la sediul Comitetului Județean al PCR, ca să se facă ascultați. La ieșirea din întreprindere, majoritatea protestatarilor ezită și se retrag, iar coloana care pornește spre Consiliul Județean al P.C.R. este alcătuită doar din circa 400 de oameni. 
Inițial demonstranții au scandat revendicări sociale: „Vrem mâncare și căldură!”, „Vrem banii noștri!”, „Vrem mâncare la copii!”, „Vrem lumină și căldură!” și „Vrem pâine fără cartelă!”. În dreptul Spitalului Județean, ei au cântat imnul revoluției de la 1848, „Deșteaptă-te, române!”. Ajungând în centrul orașului, coloanei de manifestanți i s-au alăturat mii de muncitori de la fabrica Tractorul Brașov, fabrica Hidromecanica, elevi, studenți și alți locuitori. Din acest moment, protestul s-a transformat într-unul politic, iar oamenii au susținut ulterior că ar fi scandat sloganuri precum „Jos Ceaușescu!”, „Jos comunismul!”, „Jos dictatura!” sau „Jos tiranul!”. Deja în timpul marșului, printre manifestanți s-au infiltrat membri ai Securității deghizați în muncitori, rolul lor fiind acela de a observa și de a reține figuri. Alții au rămas pe margine în ipostază de spectatori, fotografiind sau chiar filmând.
Ajunsă în centrul orașului, mulțimea a luat cu asalt clădirea Comitetului Județean de Partid și sediul primăriei, „aruncând în piață portretele lui Ceaușescu și alimente de la cantina Partidului, bine aprovizionată”. Ziua de 15 noiembrie era una electorală, populația fiind chemată să valideze autoritățile locale din Brașov, rezultatele fiind hotărâte deja de activul de partid. În acel an de drastice raționalizări, pe protestatari i-a înfuriat în special să descopere pavoazarea festivă a clădirilor oficiale și abundența de produse alimentare pregătite pentru a celebra victoria în simulacrul de alegeri locale. Cei care au pătruns în clădirea Comitetului de Partid au găsit acolo produse care în acea perioadă erau considerate delicatese: salam de Sibiu, cașcaval, banane, portocale, Pepsi. Protestatarii furioși au distrus mobilier (ferestre, scaune, mese), aparatură (calculatoare, telefoane, televizoare) și au spart geamuri; pentru ei, aceste obiecte aparțineau comuniștilor și trebuiau înlăturate sau arse. Mulțimea nu s-a descărcat doar asupra mobilierului, ci a agresat și membri ai nomenclaturii brașovene, inclusiv pe primarul Calancea, acesta fiind bătut și fiindu-i spartă o arcadă. Unul din milițieni a fost bătut, apoi dezbrăcat în pielea goală, iar uniforma i-a fost sfâșiată de mulțime.
Manifestanții au incendiat tot ce amintea de regimul comunist, iar un rug uriaș, alcătuit din înregistrări de propagandă și documente de partid, a ars ore bune în piața din centrul Brașovului. La sosirea serii forțele de Securitate și armata au înconjurat zona centrală a orașului și au împrăștiat prin forță revolta. Au fost folosite inclusiv gaze lacrimogene, câini și mașini blindate. Deși nu există date că cineva ar fi fost ucis, circa 300 de protestatari au fost arestați. Totuși, deoarece regimul ceaușist a ales să trateze protestele ca pe „cazuri izolate de huliganism”, sentințele nu au depășit trei ani de închisoare fără privare de libertate, o sentință relativ moderată în codul penal comunist. Instanța a cerut însă executarea pedepselor la locul de muncă și deportarea din oraș a celor condamnați. După 1990 au putut fi documentate de către cercetători circa 100 de sentințe în Brașov, în timp ce alți manifestanți au fost condamnați în urma unor procese ținute pe tot teritoriul României.

## Reacția studenților
La câteva zile după revolta muncitorilor, Cătălin Bia, student la Facultatea de Silvicultură, se așază în fața cantinei cu o pancartă pe care scria: „Muncitorii arestați nu trebuie să moară”. Lui i se alătură colegii Lucian Silaghi și Horia Șerban. Cei trei sunt arestați imediat. Ulterior, în campusul studențesc apar grafitti de solidarizare cu revolta muncitorilor, iar unii studenți distribuie manifeste. Securitatea operează în total șapte arestări, iar cei arestați vor fi anchetați, apoi exmatriculați și retrimiși în localitățile de unde proveneau, fiind puși sub supraveghere strictă, împreună cu familiile lor.
Politologul Vladimir Socor, citând surse anonime din cadrul conducerii de partid de la București, precum și rapoarte independente ale unor călători occidentali întorși de la Brașov, susține ideea că mai multe sute de studenți ai Universității Politehnice din oraș ar fi participat în campus, pe 22 noiembrie, la un miting de solidarizare cu muncitorii brașoveni. Nu există însă suficiente probe care să demonstreze afirmația lui Vladimir Socor.

## Urmări

### Ancheta
Securitatea a început identificarea protestatarilor încă din 15 noiembrie, prin securiști infiltrați printre muncitori, prin „trecători” sau Dacii cu geamuri fumurii din care se fotografia și filma. Din aceeași seară au început și arestările. Au fost aduse echipe de anchetatori de la Inspectorate de Miliție și de Securitate din toată țara, iar acestea au selectat protestatarii considerați cei mai periculoși pentru regim. 

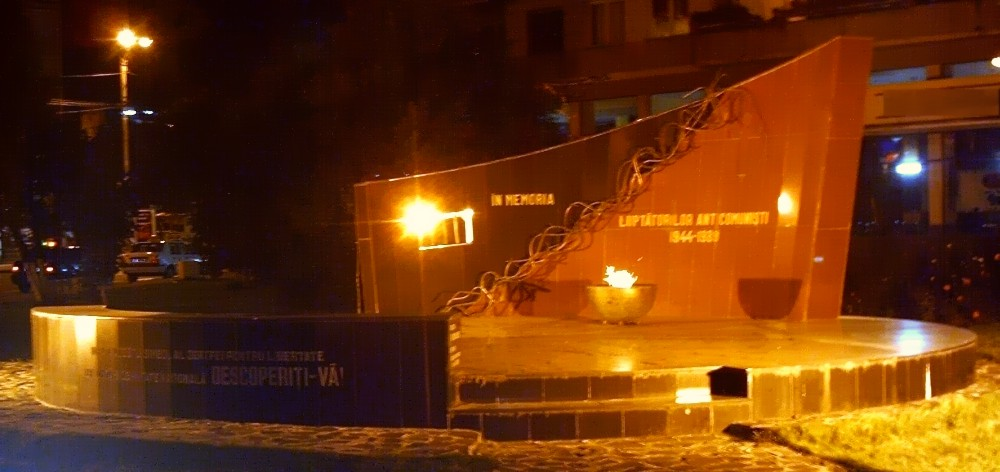
Monumentul luptătorilor anticomuniști de la Brașov

Cei anchetați au fost bătuți și torturați. Printre cei mai zeloși coordonatori ai anchetelor s-a aflat căpitanul de miliție Alexandru Ionaș, fost șef al Serviciului Cercetări Penale din Inspectoratul Județean de Miliție Brașov. Ionaș a coordonat și a asistat personal la bătaia unora dintre cei anchetați, printre care Gheorghe Zaharia și Aurică Geneti. Cu toate acestea, Alexandru Ionaș a fost numit după Revoluție comandant al I.J.P. Brașov și înaintat la gradul de colonel, iar în august 1999, la propunerea ministrului de Interne de atunci, Constantin Dudu Ionescu, și cu avizul Consiliului Suprem de Apărare a Țării, i s-a permis înscrierea la examenul pentru obținerea gradului de general. În final, el a ajuns directorul Inițiativei de Cooperare în Sud-Estul Europei (SECI) - centrul regional din România.
Pentru efectuarea anchetei au fost aduse echipe speciale de torționari din întreaga țară, de la Inspectorate județene de miliție și securitate. General-maiorul de securitate Emil Macri, împreună cu adjunctul ministrului de Interne și șeful Inspectoratului General al Miliției, general-locotenentul Constantin Nuță, au fost trimiși la Brașov pentru a coordona măsurile represive. Emil Macri conducea Direcția a II-a a Securității, contrainformațiile economice, și mai participase, împreună cu generalul Nicolae Pleșiță, și la reprimarea grevei din Valea Jiului, din 1-3 august 1977. O dovadă clară că toate Direcțiile Securității au fost implicate în măsuri represive de poliție politică. Macri și Nuță au fost atât de eficienți la Brașov încât Nicolae Ceaușescu i-a trimis ulterior și la Timișoara, în decembrie 1989.
Alt ofițer identificat de cei arestați ca fiind implicat în represiune a fost generalul Nicolae Neagu. 
Conform mărturiei unuia dintre cei anchetați, Werner Sommerauer, unul dintre ofițerii de Securitate care l-a torturat a fost Ristea Priboi. Într-una din anchete, „căpitanul care mă ancheta mi-a pus pistolul la gât în fața lui Priboi”. Sommeraurer mai spune: 
„Nici Priboi nu s-a lăsat mai prejos, m-a lovit peste palme, m-a întins pe masă și m-a lovit peste tălpi atât de tare, încât îmi crăpaseră tălpile de la pantofi.”—Marius Oprea și Stejărel Olaru: „Ziua care nu se uită. 15 noiembrie 1987, Brașov”
Dezvăluirile lui Sommerauer au fost făcute în cartea lui Marius Oprea și Stejărel Olaru „Ziua care nu se uită. 15 noiembrie 1987, Brașov”, apărută în 2002. Ristea Priboi, pe atunci deputat PSD de Vrancea și membru al Comisiei parlamentare de control al Serviciului de Informații Externe, după ce fusese șeful acesteia, le-a intentat proces de calomnie lui Werner Sommerauer și Marius Oprea, în solidar cu ziarele România Liberă și Evenimentul Zilei, deși Oprea și cele două cotidiane nu făcuseră decât să consemneze declarațiile fostului participant la revoltă. Procesul a fost deschis la Judecătoria Sectorului 1 al Capitalei, pe data de 12 noiembrie 2002, iar Priboi îi solicita lui Sommerauer 15 miliarde lei vechi pentru calomnie. Presa din acea vreme a consemnat că, în mod suspect, Nicolae Jidovu, președintele instanței, solicitase cazierele lui Sommerauer și Oprea cu o zi înainte ca Ristea Priboi să facă plângerea penală. Potrivit legii, cazierul se cere abia la primul termen de judecată.
Fost lucrător în cadrul Direcției de Informații Externe a Securității, Ristea Priboi fusese deconspirat opiniei publice de către CNSAS. Fostul prim-ministru Adrian Năstase, protectorul lui Priboi, i-a acuzat pe membrii CNSAS, în martie 2001, că „ling dosarele până la Burebista”. Ristea Priboi promovase în perioada comunistă până în fruntea U.M. 0225, serviciul care se ocupa de „Europa Liberă” și relația cu exilul românesc, serviciu aflat în subordinea generalului Pleșiță, înlocuindu-l în funcție pe colonelul Vasile Buha. Senatorul PNL Radu F. Alexandru l-a acuzat pe Priboi în plenul Senatului, în ședința din 12 februarie 2001, de participare la numeroase acte teroriste întreprinse de Securitate în afara țării:
„Printre „performanțele” de tristă amintire a echipei Pleșiță - Buha - Priboi vă readuc în memorie: atentatul asupra postului de radio „Europa Liberă”, soldat cu victime omenești, pus la cale cu Carlos „Șacalul”, celebrul terorist; scrisoarea capcană expediată lui Șerban Orescu și rănirea gravă a acestuia; înjunghierea lui Emil Georgescu, directorul postului „Europa Liberă”; bătăile teribile administrate în plină stradă Monicăi Lovinescu și lui Paul Goma. Trebuie menționat că în serviciul condus de Buha și Priboi s-au proiectat, de altfel, toate acțiunile întreprinse, de-a lungul anilor, împotriva celor care s-au exprimat deschis, în afara țării, împotriva regimului Ceaușescu.”—Radu F. Alexandru - Declarație Politică făcută în plenul Senatului, luni 12 februarie 2001
La primele termene de judecată, la apelul lansat de Grupul pentru Dialog Social, sala a fost plină cu personalități venite să-l susțină pe Werner Sommerauer. Pe lângă membri ai Asociației „15 Noiembrie” Brașov și ai Asociației Foștilor Deținuți Politici din România, la tribunal au fost prezenți Ana Blandiana, Constantin Ticu Dumitrescu, Romulus Rusan, Radu F. Alexandru, Adrian Niculescu, Doina Jela, Horia-Roman Patapievici, Dan Pavel și mulți alții.
În martie 2005, după doi ani de procese, magistrații Judecătoriei Sectorului 1 București i-au achitat pe Marius Oprea și Werner Sommerauer, considerând că infracțiunii de calomnie îi lipsește unul din elementele constitutive. Totodată, instanța a respins și acțiunea civilă a lui Ristea Priboi, obligându-l să plătească statului 1 milion de lei cu titlu de cheltuieli judiciare. Priboi a atacat decizia cu recurs și, la solicitarea lui, Înalta Curte de Casație și Justiție a strămutat procesul la Focșani, capitala județului pe care îl reprezenta acesta în Parlamentul României. Pe tot parcursul procesului, Serviciul Român de Informații a refuzat să pună la dispoziția apărării dosarul anchetelor Securității din noiembrie 1987-decembrie 1988. Istoricul Marius Oprea a declarat presei:
„Este clar un proces politic pentru că atât Jidovu, cât și magistrații de la Înalta Curte de Casație și Justiție au acționat la ordinul politic al PSD, favorizându-l pe Priboi. Criteriul de promovare în magistratură este vechimea, iar judecătorii de acum, de la Instanța Supremă, în anii comunismului, au condamnat la ani grei de închisoare pentru o găleată de cartofi. Ondine Gherguț și Gheorghe Zaharia: „Răstignit a doua oară de Securitate””
În 2004 însă, Parchetul îl arestează pe omul de afaceri craiovean Genică Boerică pentru mai multe infracțiuni economice. Pentru a obține o sentință redusă, acesta colaborează cu anchetatorii și denunță la rândul lui mai multe persoane, printre care și pe Adrian Năstase și Ristea Priboi. Cazul este preluat de Direcția Națională Anticorupție, care îl pune pe Priboi sub învinuire, în aprilie 2006, pentru infracțiunile de obținere de foloase necuvenite și trafic de influență. Ulterior, D.N.A. mai deschide un dosar împotriva lui Ristea Priboi și Adrian Năstase, dosar supranumit de presă „mătușa Tamara”. În februarie 2006, Ristea Priboi dispare din țară, iar în lipsa sa, Werner Sommerauer și Marius Oprea sunt achitați.
Pe perioada anchetei, protestatarii au fost torturați sălbatic, fiind bătuți cu pumnii, cu picioarele, cu un scaun sau cu picioare de scaun, cu parul, cu bâta, cu bastonul de cauciuc la testicule, loviți în stomac, bătuți la palme și la tălpi cu bastonul de cauciuc sau loviți de calorifer. Li s-au strivit degetele în ușă, li s-a smuls părul, au fost înfășurați în cearșafuri ude și bătuți astfel sau ținuți în pielea goală, în frig. Arestații au fost așezați în poziții incomode, obositoare și dureroase: siliți să stea într-un picior (uneori, supravegheați de un câine-lup), pe vine, să țină un creion cu bărbia, să sprijine cu nasul tabloul lui Ceaușescu, să facă genuflexiuni, să stea într-o mână sau să sară ca broasca. Organele lovite în mod constant de torționari erau capul, ficatul, rinichii, testiculele și stomacul. 
Anchetatorii au folosit procedee din anii '50, precum ancheta nocturnă și ancheta continuă, iar unii anchetați au fost închiși împreună cu deținuți de drept comun. În București, în arestul Securității din Calea Rahovei, unii dintre cei cercetați au fost legați cu lanțuri și cu bile de oțel, iar alții amenințați cu pistolul la tâmplă. Securitatea a folosit intens și tortura psihică, anchetatorii străduindu-se să provoace gemete sau urlete de la cei anchetați, pentru a-i înspăimânta pe ceilalți din același lot, care aveau posibilitatea de a le auzi. Alți protestatari au fost închiși în celule cu pete proaspete de sânge.
În timpul anchetei, aliniați pe hol, protestatarii arestați erau inspectați de ofițeri de Miliție și Securitate, precum și de Maria Cebuc, reprezentanta Partidului la Brașov, care le adresau injurii și îi scuipau.
Din cauza torturilor, privării de somn și a regimului alimentar din detenție, cei arestați au pierdut în greutate multe kilograme, iar unii dintre ei au contactat boli de care suferă și în prezent. Gheorghe Gyerko, unul din muncitorii anchetați, își amintește: „Am reușit să slăbesc cel puțin 12-13 kg, în 7-8 zile. M-au bătut în fiecare zi și nu mă lăsau să dorm”. Stan Voinea, alt muncitor arestat și torturat, a decedat, în februarie 2008, la Brăila. Condamnat la proces, fusese deportat acolo cu întreaga familie, iar fiul său și colegii din Asociația „15 Noiembrie 1987” susțin că moartea sa se datorează tratamentului la care a fost supus în beciurile Securității. Un alt muncitor care a murit după deportare este Vasile Vieru. Acesta a decedat la Bârlad, orașul în care îi fusese stabilit domiciliul obligatoriu, în septembrie 1988, la mai puțin de un an după bătăile suferite în timpul anchetei. Nicuță Paraschiv, anchetat și condamnat și el, își amintește: „La Bârlad am fost deportat cu Vieru. M-am întâlnit cu el cu o săptămână înainte să moară. Îi căzuseră toți dinții din gură și părul din cap”.
În paralel cu ancheta, în lunile noiembrie și decembrie, în întreprinderile la care lucrau cei arestați se țin ședințe de partid în care muncitorii participanți la revoltă sunt înfierați și catalogați „huligani”, „derbedei”, „vandali”, „indivizi certați cu legea”, „elemente înrăite”, o „pată pentru colectiv” și o „rușine”. Cei care iau cuvântul îi condamnă pentru comiterea unui „act banditesc”, pentru „huliganism barbar” și „atitudine profund dușmănoasă”. Li se impută că ar fi consumat alcool și sunt catalogați inclusiv „debili mintali”. Unul dintre acuzatori își exprimă în luarea de cuvânt teama că protestatarii ar fi putut să arunce în aer o parte din întreprindere. Se cere pedepsirea severă a protestatarilor, excluderea acestora din colectiv, inclusiv deportarea lor. Mai mulți vorbitori, considerând protestul o „activitate criminală” și o „acțiune dușmănoasă”, solicită pentru cei acuzați pedeapsa capitală.

### Procesul
În preambulul procesului, pe 1 decembrie 1987, la Întreprinderea de Autocamioane s-a ținut așa-numita adunare generală a oamenilor muncii. Participanții au fost selectați cu atenție, iar în incinta fabricii au fost aduse detașamente ale gărzilor patriotice, pregătite să intervină în cazul în care situația ar fi degenerat. Luările de cuvânt au fost stabilite dinainte, iar adunarea a fost transmisă în direct pentru conducerea de partid de la București. Pe lângă obișnuitele discursuri de înfierare cu mânie proletară a participanților la revoltă, la această ședință s-au luat decizii administrative și politice dure. S-a hotărât demiterea întregii conduceri a Întreprinderii de Autocamioane și alegerea uneia noi, deoarece s-a considerat că vechea conducere nu a reușit să împiedice mișcarea de protest. În plus, au fost excluse din PCR mai multe persoane din structura de producție a uzinei, considerate incapabile să stopeze „actul huliganic”.
Din beciurile Securității București, cei anchetați au fost readuși la Brașov după două săptămâni, într-o coloană de autobuze speciale; șoseaua București-Brașov a fost blocată, nicio mașină neavând permisiunea de a trece pe lângă coloană. Pentru pregătirea procesului a fost trimis la Brașov, pe 2 decembrie, însuși ministrul de Interne de atunci, Tudor Postelnicu, care deținea și gradul de general de Securitate. Procesul propriu-zis s-a ținut pe 3 decembrie 1988, cu ușile închise și sub supravegherea atentă a Securității și a secretarului județean de partid, Petre Preoteasa. Din cele 181 de persoane anchetate, au fost judecați 63 de participanți la revoltă.
Procesul s-a ținut la Întreprinderea de Autocamioane și a fost unul înscenat, cu sentințe stabilite dinainte, asemenea celor din anii '50. „Publicul” a fost admis în sală abia după ce Securitatea a inspectat-o minuțios și a montat microfoane. Spectatorii la proces au fost atent selectați și verificați nominal la intrare, printre ei fiind infiltrați mulți securiști. Pe perioada procesului, intrarea în oraș a fost păzită, iar circulația în jurul întreprinderii întreruptă. Mai multe unități militare din Brașov au fost puse în stare de alarmă, iar în uzină au fost plasate unități speciale, pregătite să intervină în orice moment.
Pentru a ascunde ideea că revolta de la Brașov fusese una politică, protestatarii au fost judecați pentru tulburarea liniștii publice și ultraj contra bunelor moravuri; 61 dintre ei au primit sentințe cuprinse între 6 luni și 3 ani de închisoare, fără privare de libertate, cu executare la locul de muncă în diferite întreprinderi din țară, deși anterior, în numeroase ședințe de partid, se ceruse chiar pedeapsa cu moartea pentru participanții la revoltă, pentru a constitui un exemplu.
Suplimentar, la proces s-a decis deportarea lor și fixarea domiciliului obligatoriu în alte orașe, deși hotărârile cu privire la astfel de măsuri administrative fuseseră abrogate încă de la sfârșitul anilor '50. Întregul proces a durat doar o oră și jumătate.

### Deportarea
Deportarea muncitorilor condamnați s-a făcut în mare grabă. Acestora li s-a permis să-și ia cu ei doar câteva lucruri, apoi au fost despărțiți de familii, urcați în dube în care se aflau însoțitori din cadrul forțelor de represiune și transportați în localitățile unde li se fixase domiciliul. Muncitorii deportați au fost dispersați la întreprinderi de pe tot cuprinsul țării, în orașe precum Filiași, Târgoviște, Brăila sau Bârlad. În aceste localități ei au intrat sub supravegherea continuă a organelor de Miliție și Securitate locale, fiind obligați să se prezinte periodic pentru declarații. Unii dintre muncitori au continuat să fie maltratați sau amenințați și pe perioada deportării.
Ca o primă măsură restrictivă, toți deportații au fost încadrați ca simpli muncitori la noile locuri de muncă, deși unii din ei fuseseră maiștri la Întreprinderea de Autocamioane. Pierderea claselor de muncă respective a însemnat și reducerea corespunzătoare a salariului, unii din ei reușind cu greu să-și asigure traiul de zi cu zi. Securitatea a răspândit în uzine zvonul că persoanele nou încadrate erau informatori, ceea ce a făcut să fie priviți cu suspiciune de colegii de la locurile de muncă. 
Muncitorilor le-a fost interzisă întoarcerea în Brașov, soțiile lor fiind obligate să obțină aprobarea de a-i vizita în orașele în care li se stabilise domiciliul obligatoriu. Adela Vitos, soția lui Ludovic Vitos, declara:
„Am fost obligată de Schuster si Cebuc să merg dupa soțul meu, în deportare. Soțul meu nu a primit aprobare să vină la Brașov. Eram obligați să semnăm condica la căpitanul Atanasiu din Târgoviște.”
În paralel, persoane din conducerea Organizației Județene PCR din Brașov au executat puternice presiuni asupra soțiilor deportaților, pentru a le convinge să divorțeze de aceștia. Corina Iacob, soția lui Dănuț Iacob, își amintește:
„Când soțul meu era deportat, mă chemau cei de la Județeana de Partid. Cebuc, care era secretară cu propaganda, mi-a zis că-s tânără, că e păcat să plec din Brașov, că am tot viitorul înainte și îmi cerea să divorțez.”
„Ești brașoveancă, abia te-ai căsătorit, dar te-ai căsătorit cu un vagabond. Gândește-te bine, ori îl urmezi, ori divorțezi și rămâi în Brașov». «Abia ne-am căsătorit - ziceam - ne iubim...». «Lasă iubirea, că nu asta e importantă».”
Pavel Nicușari și soția sa chiar au decis să divorțeze, pentru a nu pierde apartamentul asupra căruia se pusese sechestru. Ei s-au recăsătorit după 1989.
În general, muncitorii deportați și familiile lor au fost supuși unor presiuni puternice și unei supravegheri constante. Unii din cei deportați n-au mai revenit niciodată în Brașov, decedând în localitățile unde li se stabilise domiciliul forțat.

## Concluzii
Deși revolta de la Brașov nu a condus în mod direct la Revoluția din 1989, ea a fost o lovitură puternică pentru regimul lui Nicolae Ceaușescu și încrederea pe care acesta o avea în sindicatele comuniste. Revolta a reflectat ceea ce istoricul Denis Deletant numea „inabilitatea lui Ceaușescu de a detecta semnalele de alarmă date de tensiunile crescânde în sânul muncitorilor, acesta continuând orbește cu aceleași măsuri economice, aparent indiferent față de consecințele lor”. Prin urmare, revolta de la Brașov a subliniat nemulțumirea tot mai mare în rândul clasei muncitoare împotriva regimului Ceaușescu; în plus, ea a prefigurat mișcarea populară care va doborî sistemul comunist din România. Brașovul a cunoscut din nou revolta în decembrie 1989, când românii au alungat definitiv regimul Ceaușescu și l-au executat pe acesta.

După 1990, Gheorghe Robu, Procurorul General al României, s-a deplasat la Brașov și s-a întâlnit la primăria orașului cu foștii protestatari. Conform lui Florin Postolachi, unul din cei anchetați în 1987, Gheorghe Robu le-a declarat: 
„Băieți, i-am găsit pe toți cei care v-au anchetat în noiembrie 1987. Sunt la Serviciul Român de Informații, la Armată și la Ministerul de Interne. Am înaintat câte un dosar domnului Ursu, domnului Stănculescu și domnului Măgureanu. Să-și facă ordine în ministere și eu îmi voi face ordine la mine în minister.”
Cu toate acestea, până în prezent nimeni nu a fost anchetat, judecat și condamnat pentru abuzurile comise în acele zile de organele de represiune comuniste. Unii dintre torționari au ocupat sau continuă să ocupe funcții influente în aparatul administrativ sau legislativ al statului.